# Seznam nemških kolesarjev
Seznam nemških kolesarjev.

## A
- Pascal Ackermann
- Rolf Aldag
- Rudi Altig
- Judith Arndt
- Nikias Arndt

## B
- Robert Bartko
- Phil Bauhaus
- Timo Bichler
- Jonas Bokeloh
- Udo Bölts
- Lisa Brennauer
- Emanuel Buchmann

## D
- John Degenkolb
- Nico Denz

## F
- Jens Fielder
- Robert Förstemann
- Robert Förster
- Markus Fothen

## G
- Simon Geschke
- Bert Grabsch
- André Greipel
- Patrick Gretsch

## H
- Miguel Heidemann
- Danilo Hondo

## J
- Jörg Jaksche

## K
- Lennard Kämna
- Romy Kasper
- Julian Kern
- Matthias Kessler
- Marcel Kittel
- Andreas Klöden
- Roger Kluge
- Christian Knees
- David Kopp
- Andre Korff

## L
- Sebastian Lang
- Jens Lehmann
- Liane Lippert
- Jörg Ludewig
- Olaf Ludwig

## M
- Tony Martin
- Marius Mayrhofer

## O
- Ludwig Opel

## P
- Christoph Pfingsten
- Enrico Poitschke
- Nils Politt
- Olaf Pollack

## R
- Michael Rich

## S
- Maximilian Schachmann
- Ronny Scholz
- Björn Schröder
- Gustav-Adolf Schur
- Rüdiger Selig
- Marcel Sieberg
- Patrik Sinkewitz
- Jannik Steimle
- Jasha Sütterlin

## T
- Ina-Yoko Teutenberg
- Ole Theiler
- Björn Thurau

## U
- Jan Ullrich

## V
- Jens Voigt
- Paul Voss

## W
- Max Walscheid
- Fabian Wegmann
- Trixi Worrack

## Z
- Erik Zabel
- Georg Zimmermann